# Bailey Wallys Diffie
Bailey Wallys Diffie (* 27. Juni 1902 in Detroit, USA; † 12. Januar 1983 in New York, USA) war ein US-amerikanischer Historiker mit Schwerpunkt auf spanischer und portugiesischer Geschichte. Er galt weltweit als eine der führenden Kapazitäten für das Zeitalter der Entdeckungen durch Portugal. Er war der bedeutendste Hispanist seiner Zeit in den USA und einer der bedeutendsten weltweit im 20. Jahrhundert.
Geboren als Sohn eines Kleinstadtanwalts und aufgewachsen auf einer Farm, wurde er durch zwei Cousins, die in Honduras lebten, erstmals mit den lateinamerikanischen und iberischen Kulturen und Sprachen vertraut.
Er studierte zunächst Hispanistik und Geschichte in Oklahoma und an der Texas Christian University. Während seiner Studienzeit bereiste er Europa, da er zeitweise als Matrose tätig war. 1927 kam er nach Spanien und Frankreich, wo er bis 1930 blieb und schrieb an der Universität Madrid seine Promotion. In dieser Zeit erforschte er die Besatzung der Iberischen Halbinsel durch Napoleonische Truppen. Und dort lernte er auch seine Frau kennen, wie er Amerikanerin, die er  auch dort heiratete.
Nach seiner Rückkehr 1930 in die USA wurde er Dozent an der New York City College University; dieses Amt hatte er bis 1968 inne. Gastdozenturen hatte er unter anderem in Yale und an der Columbia University. Später war er auch an Radioprogrammen der "Voice of America" für die Sektion Lateinamerika tätig.
Diffies Werk umfasst die Erforschung der portugiesischen und brasilianischen Geschichte mit dem Schwerpunkt auf dem Zeitalter der Entdeckungen und der imperialen Zeit Portugals. In diesem Bereich war er weltweit einer der gefragtesten Nestoren der romanischen Philologie; so erforschte er die Entwicklung Portugals vom Agrarstaat zum Imperium und schuf damit Standardwerke.
Das Werk Diffies wurde auch ins Portugiesische übertragen. The New York City College schreibt den "Bailey W. Diffie Award" aus.

## Veröffentlichungen (Auswahl)
- Puerto Rico - a broken pledge, 1931.
- Latin American Civilisation: Colonial Period, 1945.
- Foundations of the portuguese Empire (1415–1580), 1978.
- A history of colonial Brazil (1500–1792), 1987.